# 谷田部勝義

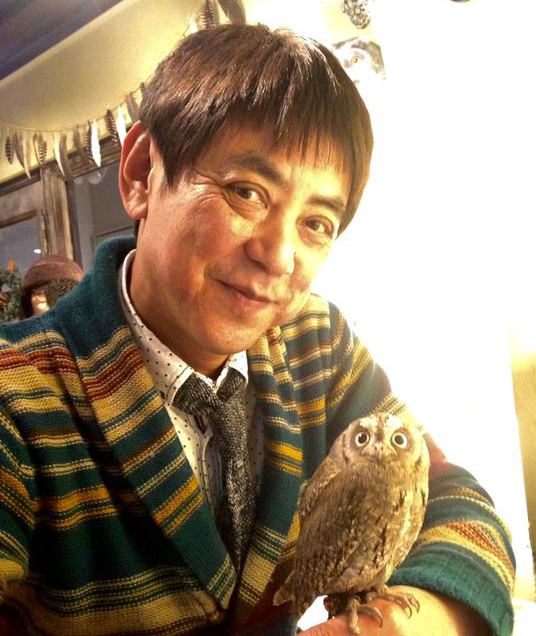
谷田部勝義

谷田部 勝義（やたべ かつよし、1956年7月11日 - ）は東京都出身の脚本家、アニメ演出家、監督、音響監督。別名義の森田光太、風太というのは彼の息子の名前である。

## 来歴
- 1975年、日本大学芸術学部映画科に入学するが中退。
- 1978年、アドコスモに入社するが、下請け会社だったために本格的な演出ができないと感じ、退職。
- 1979年、サンライズに入社。
- その後富野由悠季、高橋良輔のもとで演出を学び、フリーランスとなる。
- 1996年 - 2001年、東京アナウンス学院 アテレコ実習担当。
- 1999年に劇場用映画『ガンドレス』の監督を務める。だがその制作実態は丸投げ仕事の2次下請けの現場監督に過ぎず余りにも劣悪な環境下での制作を余儀なくされた曰く付きの問題作であったが、谷田部本人が語る所では「これで仕事を無くした」という[1]。
- その後しばらくは深夜アニメなどの絵コンテ・演出をし2004年からはアダルトアニメなどの監督や演出も引き受けるようになるが、現在は以前のようにTVアニメの監督業も行うようになった。
- 2007年よりイエローテイル付属養成所の講師。
- 2011年、大阪芸術大学 キャラクター造形学科 アニメーションコース非常勤講師。2018年、大阪芸術大学教授。
- 2011年9月より映像テクノアカデミア 声優・俳優科 プロコース講師。
- 2021年2月に設立された一般社団法人 配信映像審査ネットワークで理事を務める[2]。

## 参加作品
- ヤッターマン（1977年-1978年） 制作進行
- サイボーグ009（1979年-1980年） 制作進行
- 伝説巨神イデオン（1980年-1981年） 演出
- 太陽の使者 鉄人28号（1980年-1981年） 演出
- うる星やつら（1981年-1986年） 絵コンテ
- 太陽の牙ダグラム（1981年-1983年） 絵コンテ・演出
- 装甲騎兵ボトムズ（1983年-1984年） 絵コンテ・演出
- 銀河漂流バイファム（1983年-1984年） 絵コンテ・演出
- 機甲界ガリアン（1984年-1985年） 絵コンテ・演出
- 蒼き流星SPTレイズナー（1985年-1986年） 絵コンテ・演出
- 機動戦士ガンダムΖΖ（1986年-1987年） 絵コンテ
- 機甲戦記ドラグナー（1987年-1988年） 絵コンテ
- F -エフ-（1988年） 絵コンテ・演出
- 魔神英雄伝ワタル（1988年-1989年） 絵コンテ・演出
- 鎧伝サムライトルーパー（1988年-1989年） 絵コンテ・演出
- それいけ!アンパンマン（1988年-） 絵コンテ・演出
- 美味しんぼ（1988年-1992年） 絵コンテ・演出
- 名門!第三野球部（1988年-1989年） 絵コンテ
- GO! レスラー軍団（1989年） 絵コンテ・演出
- ちびまる子ちゃん（1990年-1992年）絵コンテ
- 勇者エクスカイザー（1990年-1991年） 監督・絵コンテ
- 太陽の勇者ファイバード（1991年-1992年） 監督・絵コンテ
- 伝説の勇者ダ・ガーン（1992年-1993年） 監督・脚本・絵コンテ・演出
- 勇者特急マイトガイン（1993年-1994年） 絵コンテ・演出
- 疾風!アイアンリーガー（1993年-1994年） 絵コンテ・演出
- ムカムカパラダイス（1993年-1994年） 監督・脚本・絵コンテ
- ヤマトタケル（1994年） 監督補→監督・脚本
- 恐竜冒険記ジュラトリッパー（1995年） 脚本
- 行け!稲中卓球部（1995年） 絵コンテ・演出
- ストリートファイターII V（1995年） 絵コンテ・演出
- H2（1995年-1996年） 演出
- ママはぽよぽよザウルスがお好き（1995年-1996年） 絵コンテ・演出
- 名探偵コナン（1996年-） 演出
- るろうに剣心 -明治剣客浪漫譚-（1996年-1998年） 絵コンテ・演出
- いじわるばあさん（1996年-1997年） 絵コンテ
- EAT-MAN（1997年） 絵コンテ
- アニメがんばれゴエモン（1997年-1998年） 監督・絵コンテ
- ふたり暮らし（1998年） 監督
- おじゃる丸（1998年-） 絵コンテ
- 神八剣伝（1999年） 総監督・絵コンテ
- サイボーグクロちゃん（2000年）絵コンテ・演出
- へろへろくん（2000年-2001年） 演出
- 魔法戦士リウイ（2001年） 演出（第6話、森田風太名義）
- グラップラー刃牙 -最大トーナメント編-（2001年） 監督・脚本・絵コンテ
- ヒカルの碁（2001年-2003年） 絵コンテ・演出
- 爆転シュート ベイブレード2002（2002年） 絵コンテ
- 東京ミュウミュウ（2002年-2003年） 演出
- フォルツァ!ひでまる（2002年） 絵コンテ
- 真・女神転生Dチルドレン ライト&ダーク（2002年-2003年） 絵コンテ・演出
- 機動戦士ガンダムSEED（2002年-2003年） 絵コンテ・演出
- DEAR BOYS（2003年） 演出
- 探偵学園Q（2003年-2004年） 絵コンテ・演出
- BURN-UP SCRAMBLE（2004年） 絵コンテ・演出
- To Heart 〜Remember my Memories〜（2004年） 絵コンテ・演出
- 下級生2 〜瞳の中の少女たち〜（2004年） 音響監督
- 機動戦士ガンダムSEED DESTINY（2004年-2005年） 絵コンテ・演出
- 学園アリス（2004年-2005年） 絵コンテ・演出
- ギャラリーフェイク（2005年） 絵コンテ・演出
- LOVELESS（2005年） 絵コンテ・演出
- ななみちゃん 第2シリーズ（2005年） チーフ演出・音響監督・絵コンテ・演出
- 機動新撰組 萌えよ剣（2005年） 演出
- 格闘美神 武龍（2005年-2006年） 絵コンテ・演出
- 半分の月がのぼる空（2006年） 絵コンテ・演出
- フラカッパー（2006年-） 監督・脚本・絵コンテ・演出
- 格闘美神 武龍 REBIRTH（2006年） 絵コンテ
- Strawberry Panic（2006年） 演出
- NANA（2006年-2007年） 演出
- 恋する天使アンジェリーク 〜心のめざめる時〜（2006年） 演出
- 古代王者 恐竜キング Dキッズ・アドベンチャー（2007年-2008年） 監督・絵コンテ
- 古代王者 恐竜キング Dキッズ・アドベンチャー 翼竜伝説（2008年） 監督・絵コンテ
- こんにちは アン 〜Before Green Gables（2009年） 監督・絵コンテ[3]
- ダンボール戦機（2011年） 絵コンテ・演出
- バトルスピリッツ 覇王（2011年） 演出
- ダンボール戦機W（2012年） 絵コンテ
- 恐竜メカード（2017年）ストーリーボード、Yatabe Katsuyoshi名義（韓国）[4]

### OVA
- ダーティペア（1987年-1988年） 監督・絵コンテ・演出
- 安川の逆襲[要出典](1991年-2025年 3禁)　監督 絵コンテ
- ぶっちぎり（1989年-1990年） 監督・絵コンテ
- 痴漢十人隊 THE ANIMATION（2004年、18禁） 監督
- 下級生2 〜季花詞集（Anthology）〜（2006年、18禁） 監督
- ぼくのぴこ（2006年、18禁） 監督
- ぴことちこ（2007年、18禁） 監督
- ぴこ×CoCo×ちこ（2008年、18禁） 監督
- 素敵なショタデイズ COMIC MOVIE1 星逢ひろ 「失恋の国」（2009年、18禁） 監督
- 素敵なショタデイズ COMIC MOVIE2 つくも号 「最後の三月」（2009年、18禁） 監督
- 風船人形（2010年、18禁） 監督
- 少年メイドクーロ君 〜天使の歌〜（2010年、18禁） 監督・絵コンテ・演出
- STAR☆jewel(2011年、18禁)　演出

### 劇場アニメ
- ダーティペア（1987年） 演出
- ガンドレス（1999年） 監督・絵コンテ・音響演出

### ゲーム
- ぷよぷよSUN（1997年） オープニングアニメーションディレクター
- ウィズ アニバーサリィー（2006年、18禁） 音響監督

### 小説
- メタルファイター・MIKU（1995年）

### 舞台
- 舞台 七瀬恋（2005年） 演出

### CDドラマ
- 浦安鉄筋家族（1996年） 監督